# Avenue de Montespan
Koordinaten: 48° 52′ N, 2° 17′ O
Die Avenue de Montespan ist eine 160 Meter lange und 7 Meter breite geschlossene Privatstraße im Quartier de la Porte-Dauphine des 16. Arrondissements von Paris.

## Lage
Die Straße beginnt bei Nummer 177 der Avenue Victor-Hugo und endet bei den Nummern 99–103 der Rue de la Pompe gegenüber dem südlichen Seitenbau des Lycée Janson de Sailly.

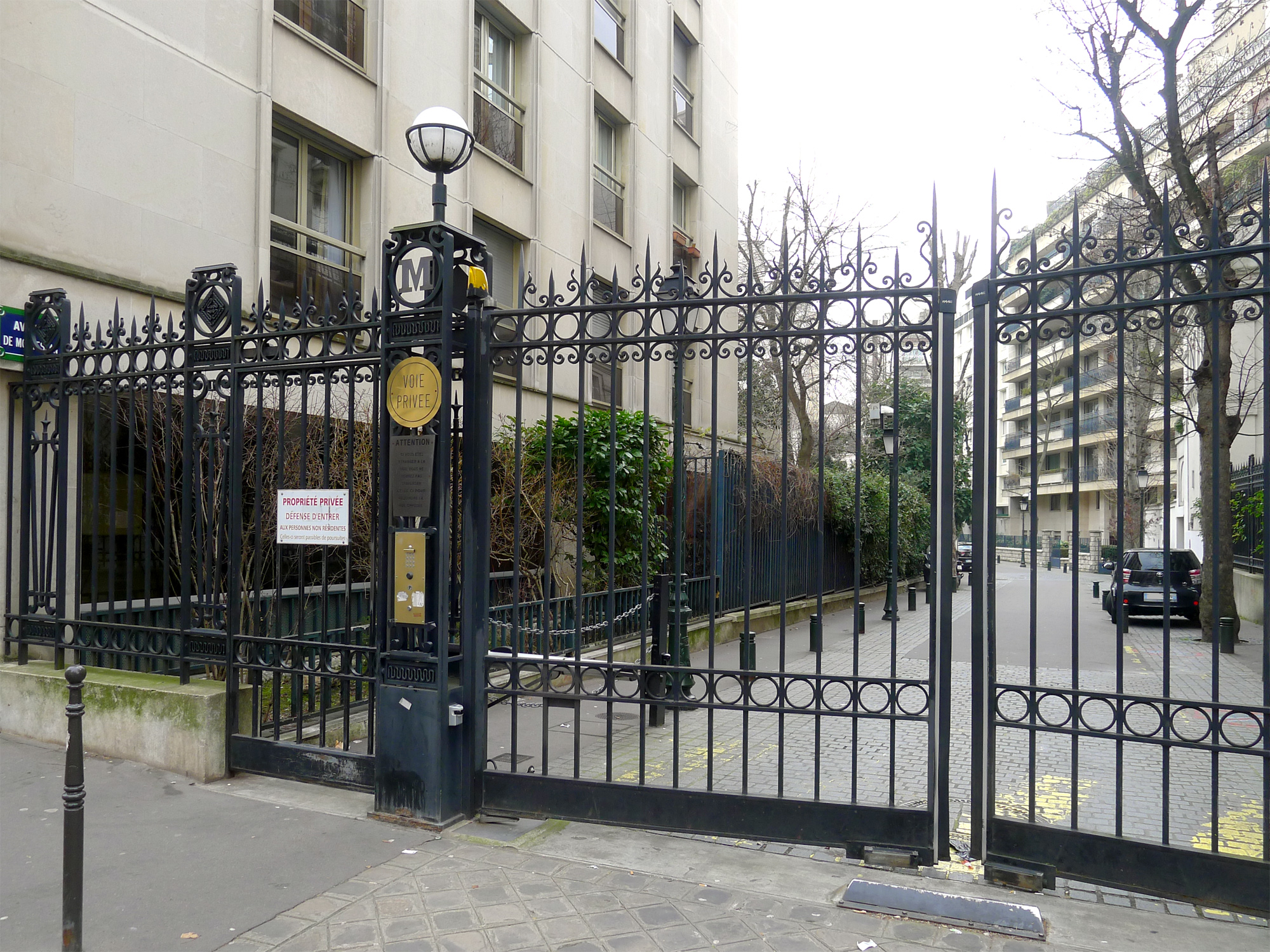
Eingang an der Avenue Victor-Hugo

## Namensursprung
Ihr Name erinnert an Françoise-Athénaïs de Rochechouart de Mortemart, marquise de Montespan (1641–1707), die Favoritin von Ludwig XIV. (1638–1715).

## Geschichte
Der Schriftsteller und Literaturkritiker Arsène Houssaye (1815–1896) ließ die Straße im Jahr 1856 anlegen.
Die Häuser der Privatstraße wurden 1979 mit Nummern versehen und 1981 an die öffentliche Kanalisation angeschlossen.

## Sehenswürdigkeiten
- Nr. 2: Pariser Tempel des Zoroastrismus